# Psammoecus angulatus
Psammoecus angulatus es una especie de coleóptero de la familia Silvanidae.

## Distribución geográfica
Habita en Sumatra.